# 970
Năm 970 là một năm trong lịch Julius.

## Sự kiện
Đinh Tiên Hoàng cho phát hành đồng tiền đầu tiên